# Platycerium platylobum
Platycerium platylobum là một loài dương xỉ trong họ Polypodiaceae. Loài này được Bidin & R.Jaman mô tả khoa học đầu tiên năm 1987.
Danh pháp khoa học của loài này chưa được làm sáng tỏ. 